# Convolvulus pseudoscammonia
Convolvulus pseudoscammonia là một loài thực vật có hoa trong họ Bìm bìm. Loài này được C. Koch mô tả khoa học đầu tiên.